# Salustio Alvarado Fernández
Salustio Alvarado Fernández (La Corunya, 2 de febrer de 1897 - Madrid, 23 de setembre de 1981) va ser un naturalista, zoòleg i botànic gallec. Membre de la Reial Acadèmia de Ciències Exactes, Físiques i Naturals des de 1960.
Va estudiar batxillerat a Oviedo, Barcelona i València i el 1920 es llicencià en ciències naturals a la Universitat Central de Madrid. El 1922 va ampliar estudis a Alemanya amb una beca de la Junta per a l'Ampliació d'Estudis. Va ser Doctor en Ciències Naturals i el 1932 catedràtic emèrit de Fisiologia Animal en la Facultat de Ciències de la Universitat Complutense de Madrid. Posteriorment va ser professor en diversos Instituts d'Ensenyament Mitjà (Girona, Tarragona) i el 1951 President de la Reial Societat Espanyola d'Història Natural (president honorari des de 1977). Més tard va ser Director de l'Institut José Acosta del CSIC.

## Obres

### Sobre Zoologia
- Contribución al conocimiento histológico de las medusas (1923)
- Sobre la estructura de las sustancias fundamentales de la mesoglea de las hidromedusas (1923)
- Las láminas epiteliales intramesogleicas de las traquimedusas (1931)
- Zooxantelas, ficocitos y colocitos en la medusa Cassiopea borbonica(Revista Española de Biología, 1934)
- Formation de soies capillaires des Polychetes (XII Congrès International de Zoologie, 1948)

### Sobre Botànica
- Plastosomas y leucoplastos en algas fanerógamas, publicat en els treballs del Laboratori d'Investigacions Biológiques
- Die Entstehung der Plastiden aus Chondriosomen in den Paraphysen von Mnium cuspidatum publicat a Berichten der Deutschen Botanischen Gesellschaft (1923)
- Der morphologische Aufbau des Hüllkelches der Dipsacareen, publicat a Botanischen Jahrbüchern (1926)
- Geología y botánica: (para el 5o. curso de bachillerato, plan de 1954), Volums 1-2 de Ciències naturals pels cursos superiors del batxillerat en quatre llibres. 14 pp.